# Platygaster zaragozana
Platygaster zaragozana är en stekelart som beskrevs av Peter Neerup Buhl 1998. Platygaster zaragozana ingår i släktet Platygaster och familjen gallmyggesteklar. Inga underarter finns listade i Catalogue of Life.